# Ружна Лети
Не поистовећивати са чланком Ружна Бети.
Ружна Лети (шп. La fea más bella) мексичка је хумористичка теленовела, продуцијске куће Телевиса, снимана током 2006. и 2007.
У Србији је приказивана током 2007. и 2008. на телевизији Пинк.

## Синопсис
Летисија Падиља Солис је дипломирани економиста, ћерка Италијана Еразма и пуеблобланке Хулије. Иако је била одличан студент, због свог спољног изгледа не може лако да пронађе посао. Ипак конкурише за место секретарице у Концепту, чувеној мексичкој конпанији. Шаље биографију али без слике. Захваљујући бројним дипломомама и успесима у школи, Фернандо (председник Концепта) запошљава Летисију не знајући како она изгледа. Марсија (Фернандова вереница) се противи тој одлуци покушавајући да то радно место додели својој дугогодишњој пријатељици Алисији Ферејри. Знајући да ће бити под сталном присмотром ако запосли Алисију, Фернандо одлучује да запосли обе. Летисији је доделио место личног секретара, а Алисији, секретара за јавне односе.
Фернандо ја на одбору изабран за председника Концепта са само једним гласом више од Аријела, другог кандидата и Марсијиног брата. Марсија је својим гласом одлучила ко ће постати следећи вођа једне од најуспешније мексичке компаније. Знајући да ће Аријел покушати да саботира сваки његов план, Фернандо обећава да ће за само једну годину извршити реорганизацију у производњи не би ли добио огроман суфицит. 
Задовољан Летиним радом, унапређује је у личног асистента. Уместо канцеларије добија оставу преседничке канцеларије.
Летисија је убрзо зајубљује у свог шефа. Своја осећања крије од свих и једино се исповеда свом дневнику.
Фернандо желећи да оствари свој план, задужује фирму код неколико банака не би ли повећао производњу. Ускоро почину проблеми са банкама. Мендиола и Омар (најбољи пријатељ Фернанда Мендиола) долазе до идеје да отворе још једно предузеће код којег ће се Концепт задужити и због немогућности повраћаја зајма, бити заплемљено од истог. Тако би Концепт остао у њиховим рукама и спречило би се преузимање од осталих банака, повериоца и кредитора.
Лети се заљубљује у свог шефа. Фернандо у договору са Омаром планира да замоли Летисију да са њиховим капиталом оснује фирму на своје име. Солисова прихвата предлог и оснива фирму Филмо имахин, сакривајући да 1% капитала припада њеном дугогодишњем пријатељу Томасу Морим који тиме постаје акционар новооснованог предузећа. Када за то буду сазнали Фернандо и Омар, почиње сумња у Летисију и бојазност да им она не отме Концепт који је прешао у њеном власништву.
Заљубљена у свог шефа Лети често сањари о љубавној авантури. Скривајући идентитет вољене особе, говори Клану ругоба да је њен дечко богати Томас Мора, директор Филмо имахина. Страхујући да не изгуби фирму Фернандо се на предлог Омара упушта у љубавну аферу са Летисијом. Постају љубавници.
Алисија запада у тешку финансијску ситуацију. После неуспеле везе са Аријелом, који ју је силовао а потом и јавно неколико пута омаложавао говорећи да је јефтина проститутка, говори свима да носи Аријелово дете. Он одлучује да је пошаље у Мајами. Када Клан ругоба открива Алисијину превару, пропадају сви планови за нов почетак. Повериоци прете Ферејровој. Улази у везу са Томасом, мислећи да је он имућни директор Филмо имахина од којег би добила неопходни новац. Опседнут њеним изгледом, Томас наседа на Алисијину смицалицу. Алисија планира да Мори извуче 500.000 песоса у замену за сексуалну услугу. Томас обмањује Алисију и не даје јој новац којим би повратила заплењени мерцедес.

## Улоге
| Глумац                   | Улога               |
| ------------------------ | ------------------- |
| Анхелика Вале            | Летисија Лети       |
| Хаиме Камил              | Фернандо            |
| Елизабет Алварез         | Марсија             |
| Хуан Солер               | Алдо                |
| Маријана Сеоане          | Карла               |
| Патрисија Навидад        | Алисија Блајхана    |
| Агустин Арана            | Омар                |
| Раул Магања              | Ариел               |
| Серхио Мајер             | Луиђи               |
| Луис Мануел Авила        | Томас               |
| Анхелика Марија          | Хулијета            |
| Хосе Хосе                | Еразмо              |
| Хулиса                   | Тересита            |
| Карлос Браћо             | Умберто             |
| Патрисија Рејес Спиндола | Томасита            |
| Ниурка Паула             | Марија              |
| Росита Пелаио            | Лола                |
| Лус Марија Агилар        | Ирма Ирмита         |
| Марибел Фернандез        | Марта               |
| Тања Васкез              | Фатима              |
| Ракел Гарза              | Сара                |
| Глорија Изагире          | Хуана               |
| Нора Салинас             | Каролина            |
| Ребека Манкита           | Ана Летисија        |
| Адријана Аумада          | Адријана            |
| Алехандро Кореа          | Ћућо                |
| Карлос Бонавидес         | Ефрен               |
| Хосе Луис Поћоло Кордеро | Пако                |
| Серхио Акоста            | Раул                |
| Ерик Гећа                | Селсо               |
| Хулио Манино             | Симон               |
| Арат де ла Торе          | Хаимито             |
| Ајтор Итуриоз            | Рафаел              |
| Карлос де ла Мота        | Едуардо             |
| Алеида Нуњез             | Иазмин              |
| Жаклин Бракамонтес       | Магали              |
| Лаиша Вилкинс            | Кармина             |
| Санет Сејлер             | Пилар               |
| Алфонсо Итуралде         | Џек                 |
| Оскар Травен             | Рики                |
| Франсес Ондивиела        | Дијана              |
| Џоана Бенедек            | Кристина            |
| Анаис                    | Анаис               |
| Мајрин Виљануева         | Жаклин              |
| Патрисија Мантерола      | Патрисија Мантерола |
| Рикардо Монтанер         | Рикардо Монтанер    |
| Пилар Монтенегро         | Пилар Монтенегро    |
| Ијури                    | Ијури               |

## Опис и карактеризација ликова
Лети, њена породица и најближи пријатељи.
Лети (Летисија) Падиља Солис – Интелигентна, али ружњикава девојка. Запошљава се у Концепту на месту секретарице, да би убрзо постала лични асистент директора а потом и власник фирме. Поред своје интелигенције поседује и скривену лепоту која ће, када се буде открила, направити сензацију широм Мексика.
Томас Мора – Летин дугогодишњи пријатељ. По изгледу и способности сличан Солисовој. Једина мана су му лепе девојке. Заљубљује се у Алисију Ферејру због које чини разне бесмислице.
Еразмо Падиља – Летин отац. Економиста у пензији чврстог карактера. Традиција и морал су његове главне врелине али и мане. Еразмов једини страх су пси.
Хулија (Хулијета) Падиља – Летина мајка. Добра куварица и још боља мајка. Главне карактеристике су јој мајчински инстинкт, који јој увек помаже да протумачи ћеркине тајне.
Каролина Анхелес – Бивши пиар менаџер Концепта. Сазнавши Летине тајне остаје уз њу и помаже јој да превазилази све препреке. Открива Летину скривену лепоту и залаже се за њен нови изглед.
Алдо Домензаин – Изврсни кувар, Летин пријатељ а потом и вереник. Остаје веома рано без жене која је погинула са својим љубавником. Летисију упознаје у Акапулку, приликом њеног ангажовања у раду Избора за мис света 2006. Иако је она ружна заљубљује се у њу. Игром случаја издаје књигу и запошљава се у Концепту. Велика жеља му је да отвори ресторан али то у почетку није изводљиво јер све што поседује продаје не би ли вратио дуг Концепта. Постаје Летисијин вереник, али до њиховог венчања неће доћи јер ће Летисију оставити пред олтаром када буде увидео њену велику љубав према Фернанду.